# حیوان نر
حیوان نر (انگلیسی: The Male Animal) فیلمی در ژانر کمدی رمانتیک به کارگردانی الیوت نیوجنت است که در سال ۱۹۴۲ منتشر شد.

## بازیگران
- هنری فوندا
- اولیویا دی هاویلند
- جوآن لزلی
- جک کارسون
- یوجین پلت
- هتی مک‌دنیل
- کریتن هالی
- گیگ یانگ
- گلن کاوندر
- ایوان سیمپسون
- ویلیام بی. دیویدسون